# Fonsecký záliv
Fonsecký záliv (španělsky: Golfo de Fonseca) je záliv v Tichém oceánu, na západním pobřeží Střední Ameriky. O jeho pobřeží se dělí Salvador (29 km), Honduras (185 km) a Nikaragua (47 km). V zálivu se nachází několik malých ostrovů. Největším z nich je El Tigre, patřící Hondurasu.

## Přírodní podmínky
Fonsecký záliv je mělká sníženina na tichomořské straně středoamerické šíje o rozloze přibližně 3200 km². Do zálivu se vlévá řeka Choluteca.
Přibližně 80 % celkového ročního úhrnu srážek (1400–1600 mm) spadne v období dešťů, které trvá od května do listopadu. Teploty se pohybují mezi 25 až 30 °C, přičemž březen a duben jsou nejteplejšími a listopad a prosinec nejchladnějšími měsíci.
Typickým porostem místních mokřadních ekosystémů jsou mangrovy. V zálivu žije mnoho druhů mořských živočichů, například krabi a krevety. Tradičním zdrojem obživy obyvatel pobřeží je chov dobytka, rybolov, chov krevet a těžba mořské soli.

## Dějiny
Fonsecký záliv byl objeven v roce 1522 Gilem Gonzalezem de Avila, který jej pojmenoval po arcibiskupovi Juanu Rodriguezovi de Fonseca (1451–1524), předním organizátorovi španělské koloniální politiky v Latinské Americe.
Ostrovy nacházející se v zálivu byly dlouho předmětem sporů všech tří států, kterým patří pobřeží zálivu. V roce 1992 Mezinárodní soudní dvůr stanovil, že právo plavby mají všechny tři země, Salvadoru přiřkl ostrovy Meanguera a Meanguerita a Hondurasu ostrov El Tigre.